# Michel (football, 1990)
Pour les articles homonymes, voir Michel.
Michel Macedo Rocha Machado dit Michel est un footballeur brésilien né le 15 février 1990 à Rio de Janeiro.